# 주간야구
주간야구는 KBO 리그 시즌에 한해서 매주 월요일 저녁 7시에 방송되는 야구 매거진 프로그램이다
한주간 이슈, 한주간 핫7 , 팬심 등의 코너 등이 있다. 프로그램의 인기에 힘입어 2016년부터 배구시즌에는 주간배구가 방송 중이다.

## 진행자
- 1기 : 진행자 - 정우영, 패널 - 이순철, 안경현, 이종열, 최원호, 현재윤
- 2기 : 진행자 - 정우영, 패널 - 이순철, 안경현, 이종열, 최원호, 서재응
- 3기 : 진행자 - 정우영, 패널 - 이순철, 안경현, 이종열, 최원호, 서재응
- 4기 : 진행자 - 정우영, 패널 - 이순철, 안경현, 이종열, 최원호, 이성훈(SBS 기자)

## 같이 보기
- 아이 러브 베이스볼
- 베이스볼 S
- 베이스볼 투나잇
- 워너 B
- 오늘의 야구
- 야구 읽어주는 남자
- 먼데이 나잇 베이스볼
- 야시장
- 불야성
- 합의판정
- 랭킹 베이스볼
- 베이스볼 어워즈
- 스포츠 타임 베이스볼